# Mammolshain
Mammolshain ist seit 1972 ein Stadtteil von Königstein im Taunus im hessischen Hochtaunuskreis.

## Geografische Lage
Der Ort liegt an den Südhängen des Taunus, auf einer Terrasse über der Mainebene.
Wegen seiner klimatisch begünstigten Lage am Südhang des Hardtbergs wurde der Ort als Heilstätte für lungenkranke Kinder bekannt. Berühmt sind auch seine zahlreichen Edelkastanien. Am Fuße des Örtchens, teilweise auf Kronberger, teilweise auf Mammolshainer Gebiet liegt der Quellenpark Kronthal mit seinen Mineralquellen.
Lage und Charakter des Ortes werden sehr schön beschrieben von Rudolf G. Binding (1867–1938) in der Einleitung zu seiner Erzählung Die Vogelscheuche:

„In einem sonnigen Schlaf, jahraus, jahrein und nimmer erweckt, liegt das Dörfchen Mammolshain auf der ersten Stufe eines der schönsten deutschen Mittelgebirge, das starkrückig und selbstbewußt sich aus der breiten Flußebene erhebt, wo die Städte das Land beherrschen. In den Winkel, den die erste Gebirgsstraße mit den über ihr wuchtiger ansteigenden Bergen bildet, hat es sich eingeschmiegt, wie ein sich sonnendes Kätzlein, und versinkt fast in dem dichten Kuppelkranz von alten, breitarmigen echten Kastanien, die nur dieser südliche Hang des Gebirges trägt. Da der Strom der Fremden und der Städter, die ihre Sommerwohnungen auf den ihnen in die rauchige Ebene winkenden Höhen aufschlagen, durch die Eisenbahnen nach anderen Fußpunkten des Gebirges abgelenkt wird, vergehen wohl Jahre, ohne daß die alten verdunkelten Ziegeldächer mit den verkrümmten Firsten ein neues unter sich sehen, das den Frieden und die Stille ihres Anblicks eine Zeitlang stört. Denn das Wachstum des Dörfleins aus sich heraus ist nur ein sachtes in seinem Schlaf.

Vor dem Kastanienring aber erstreckt sich eine sanft verlaufende, nicht mit Wald und kaum mit ein paar Laubbäumen bestandenen Landzunge weit hinaus, der Ebene und der Sonne zu; und dort liegen auf der einen abhängerigen Seite mit dem schlechteren Boden die wenigen Äcker der Mammolshainer in schmalen, beinahe kärglichen Bändern nebeneinander, auf der anderen breitern und auf dem Rücken der Absenkung in wohlgepflegtem Erdreich endlose Erdbeerpflanzungen, Beet an Beet, deren Ertrag, in den Städten verkauft, jährlich einen hübschen Verdienst abwirft, groß genug, um die bequemen Bauern an keine andern Unternehmen denken zu lassen.“

## Geschichte

### Überblick

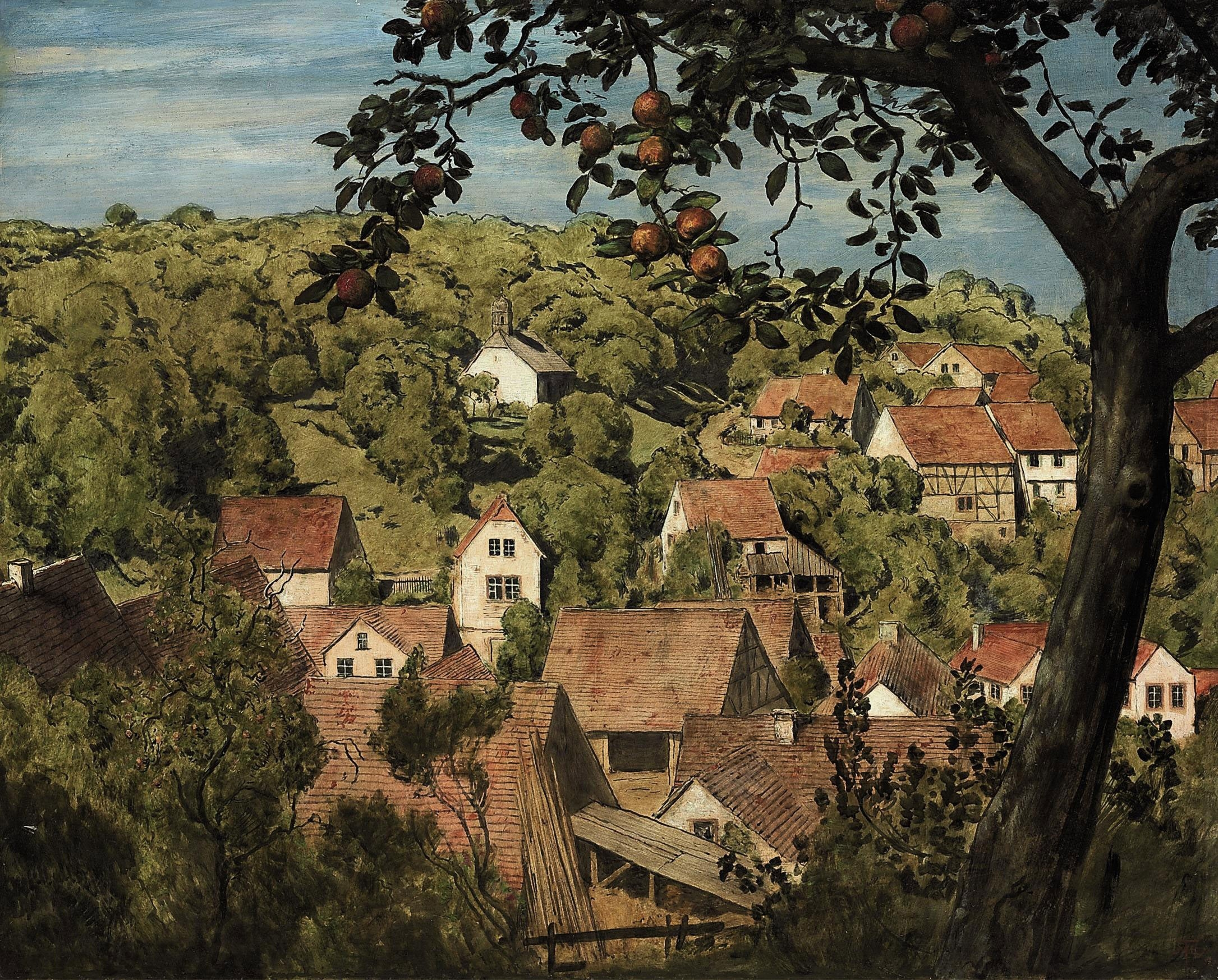
Mammolshain 1890, Gemälde von Hans Thoma

Das Dorf entstand vermutlich Anfang des 11. Jahrhunderts als eine der zahlreichen damals angelegten Rodungssiedlungen. Im Jahre 1191 wird „Meinboldeshagen“ erstmals urkundlich erwähnt. Bis zum 13. Jahrhundert war die Geschichte des Ortes eng verbunden mit den Grafen von Nürings und den Herren von Bolanden-Falkenstein. Im 14. Jahrhundert kam Mammolshain als Lehen an die Vogtei Schwalbach und 1539 an Ludwig von Stolberg. Damals erhielt die Ansiedlung Ortsrecht. 1581 kam der Ort zusammen mit Königstein als Reichslehen an das Kurfürstentum Mainz, dessen Schicksal er in den Kriegen des 18. und frühen 19. Jahrhunderts teilte. 1803 im Reichsdeputationshauptschluss nassauisch geworden, kam er 1866 mit dem Herzogtum Nassau an Preußen.
Die bis dahin selbstständige Gemeinde Mammolshain wurde am 1. August 1972 im Zuge der Gebietsreform in Hessen kraft Landesgesetz nach Königstein im Taunus eingegliedert. Für Mammolshain wurden per Hauptsatzung ein Ortsbezirk mit Ortsbeirat und Ortsvorsteher errichtet. Die Grenzen des Ortsbezirks folgen den seitherigen Gemarkungsgrenzen.

### Schultheiße und Bürgermeister
Schultheiße
- Christoff Walter (1578, 1598)
- Johann Wolfgang Strobel (1669 bis 1685)
- Ludwig Flach (1685 bis 1693)
- Caspar Ros (1693 bis 1701)
- Johann Georg Ros (1701)
- Johann Caspar Ros (1715)
- Heinrich Usinger (1735)
- Adam Bommersheim (1743)
- Caspar Flach (vor 1768)
- Johannes Weiß (1768 bis 1782)
- Joh. Niklas Michael Weiß (1782 bis 1797)
- Niklaus Strabell (1797 bis 1818)
- Michael Weiß (1818 bis 1838)
- Peter Bommersheim (1839, 1841)

Bürgermeister
- Philipp Bommersheim (1855 bis 1863)
- Georg Strabel (1864 bis 1871)
- Peter Josef Fuchs (1871 bis 1873)
- Bommersheim (1873 bis 1875)
- Franz Grölz (1875 bis 1877)
- Johann Bommersheim (1877 bis 1889)
- Lorenz Heckenmüller (1889 bis 1917)
- Josef Heckenmüller (1917 bis 1919)
- Bruno Thieme (1920 bis 1923)
- Franz Grölz (1923 bis 1924)
- Johann Bommersheim (1924 bis 1933)
- Bernhard Bommersheim (1933 bis 1945)
- Dr. Wilhelm Leicht (1945)
- Wilhelm Münk (1945 bis 1946)
- Heinrich Reul (1946 bis 1953)
- Hans Pfaff (1954 bis 1972)

## Bevölkerung

### Einwohnerstruktur 2011
Nach den Erhebungen des Zensus 2011 lebten am Stichtag dem 9. Mai 2011 in Mammolshain 1884 Einwohner. Darunter waren 201 (10,7 %) Ausländer. Nach dem Lebensalter waren 357 Einwohner unter 18 Jahren, 798 zwischen 18 und 49, 339 zwischen 50 und 64 und 387 Einwohner waren älter. Die Einwohner lebten in 819 Haushalten. Davon waren 264 Singlehaushalte, 240 Paare ohne Kinder und 252 Paare mit Kindern, sowie 48 Alleinerziehende und 12 Wohngemeinschaften. In 174 Haushalten lebten ausschließlich Senioren und in 456 Haushaltungen lebten keine Senioren.

### Einwohnerentwicklung
| Mammolshain: Einwohnerzahlen von 1834 bis 2014 | Mammolshain: Einwohnerzahlen von 1834 bis 2014 | Mammolshain: Einwohnerzahlen von 1834 bis 2014 | Mammolshain: Einwohnerzahlen von 1834 bis 2014 | Mammolshain: Einwohnerzahlen von 1834 bis 2014 |
| --- | ---------------------------------------------- | ---------------------------------------------- | ---------------------------------------------- | ---------------------------------------------- |
| Jahr |                                                |                                                |                                                | Einwohner                                      |
| 1834 | 1834                                           |                                                | 221                                            | 221                                            |
| 1840 | 1840                                           |                                                | 237                                            | 237                                            |
| 1846 | 1846                                           |                                                | 229                                            | 229                                            |
| 1852 | 1852                                           |                                                | 240                                            | 240                                            |
| 1858 | 1858                                           |                                                | 251                                            | 251                                            |
| 1864 | 1864                                           |                                                | 238                                            | 238                                            |
| 1871 | 1871                                           |                                                | 208                                            | 208                                            |
| 1875 | 1875                                           |                                                | 204                                            | 204                                            |
| 1885 | 1885                                           |                                                | 274                                            | 274                                            |
| 1895 | 1895                                           |                                                | 333                                            | 333                                            |
| 1905 | 1905                                           |                                                | 427                                            | 427                                            |
| 1910 | 1910                                           |                                                | 474                                            | 474                                            |
| 1925 | 1925                                           |                                                | 515                                            | 515                                            |
| 1939 | 1939                                           |                                                | 673                                            | 673                                            |
| 1946 | 1946                                           |                                                | 896                                            | 896                                            |
| 1950 | 1950                                           |                                                | 1.005                                          | 1.005                                          |
| 1956 | 1956                                           |                                                | 1.340                                          | 1.340                                          |
| 1961 | 1961                                           |                                                | 1.567                                          | 1.567                                          |
| 1967 | 1967                                           |                                                | 1.768                                          | 1.768                                          |
| 1970 | 1970                                           |                                                | 1.786                                          | 1.786                                          |
| 1980 | 1980                                           |                                                | ?                                              | ?                                              |
| 1990 | 1990                                           |                                                | ?                                              | ?                                              |
| 2000 | 2000                                           |                                                | 1.747                                          | 1.747                                          |
| 2005 | 2005                                           |                                                | 1.794                                          | 1.794                                          |
| 2011 | 2011                                           |                                                | 1.884                                          | 1.884                                          |
| 2014 | 2014                                           |                                                | 1.964                                          | 1.964                                          |
| Datenquelle: Historisches Gemeindeverzeichnis für Hessen: Die Bevölkerung der Gemeinden 1834 bis 1967. Wiesbaden: Hessisches Statistisches Landesamt, 1968. Weitere Quellen: LAGIS; Stadt Königstein im Taunus; Zensus 2011 |                                                |                                                |                                                |                                                |

### Historische Religionszugehörigkeit
| • 1885: | 012 evangelische (= 4,38 %), 262 katholische (= 95,52 %) Einwohner  |
| • 1961: | 598 evangelische (= 38,16 %), 848 katholische (= 54,12 %) Einwohner |

## Kultur und Sehenswürdigkeiten

### Edelkastanien

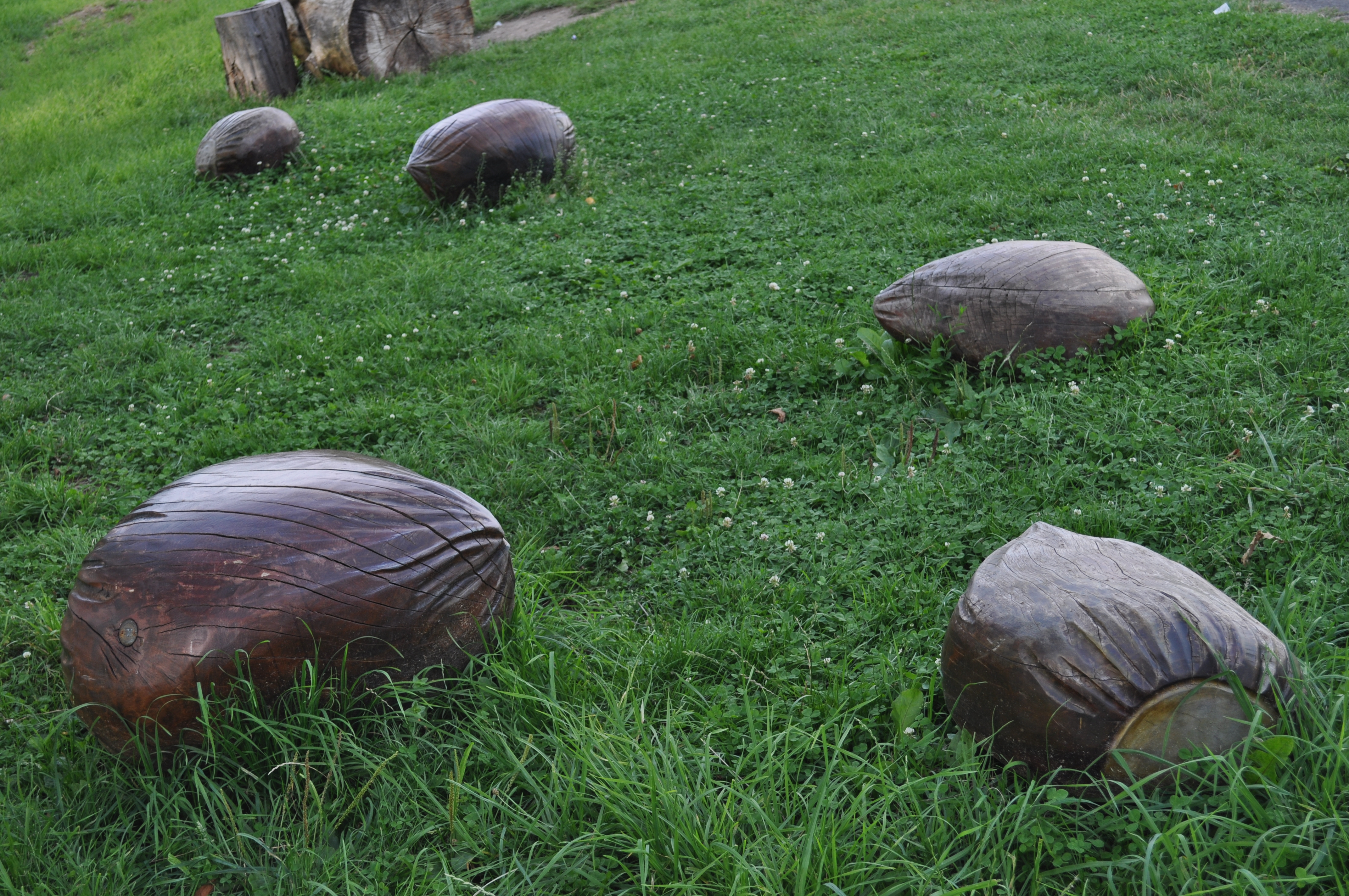
Sitzkastanien

Mammolshain wirbt für sich als „Edelkastaniendorf“. Seit 1756 ist der Anbau von Edelkastanien („Kestebäum“) urkundlich belegt. Im Jahre 1931 wurden 640 Bäume gezählt. Nach Angaben des seit 2005 bestehenden Fördervereins IG Edelkastanie entspricht dies auch in etwa der heutigen Zahl. Der Regionalpark Rhein-Main nahm dieses Motiv mit den „Sitzkastanien“ auf. Es handelt sich um eine Sitzgruppe. Die hölzernen „Bänke“ sind in Form von Kastanien ausgelegt, die 2009 erneuert wurden.

### Kirche

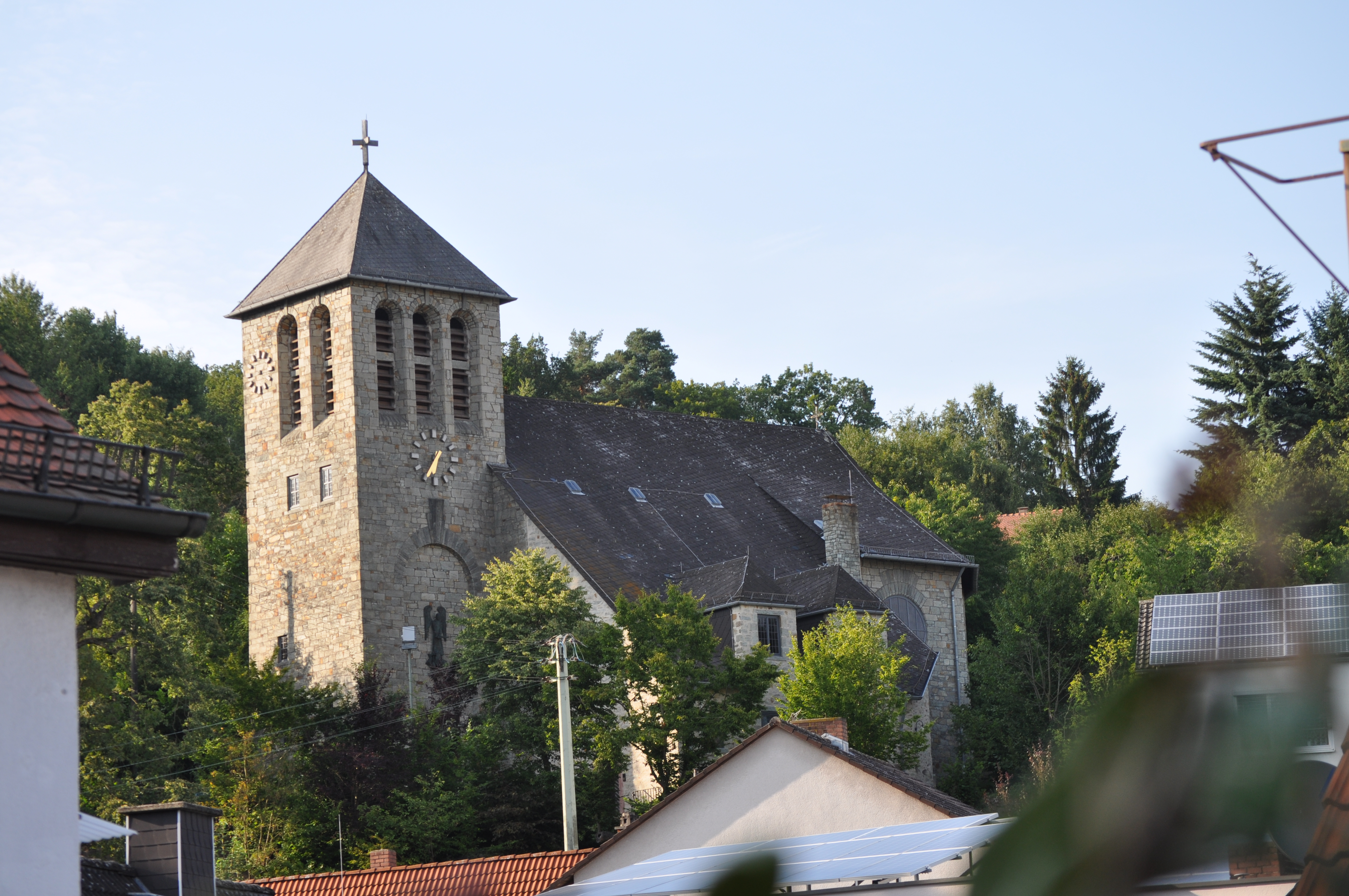
Kirche Mammolshain

1738 wurde in Mammolshain die katholische Michaelskapelle geweiht. Nach dem Zweiten Weltkrieg stieg die Zahl der Katholiken im Ort durch den Zustrom Vertriebener stark an. Es wurde daher die Pfarrkirche St. Michael aus Mammolshainer Stein erbaut. Am 3. Oktober 1948 wurde die Kirche durch den Limburger Bischof Ferdinand Dirichs geweiht. In die neue Kirche wurde die alte Michaelskapelle als Marienkapelle integriert. Am 25. September 1960 erhielt die Kirche vier Bronzeglocken in den Tönen h-a-fis-e. Im Jahr 2000 wurde die alte erhalten gebliebene Glocke der ursprünglichen Michaelskapelle als fünfte Glocke in den Glockenstuhl gehängt. Sie war bis dahin eingelagert. „Seit 1962, dem Jahr, in dem das Geläut seiner Bestimmung übergeben wurde, schwieg die alte Glocke, die früher im Dachreiter der Michaelskapelle ihren Dienst versehen hatte und fristete ihr Dasein im Keller des Schwesternhauses. 1991, aus Anlass der 800-Jahr-Feiern von Mammolshain, gaben die Heilig-Geist-Schwestern der Kirchengemeinde die Glocke zurück. Sie war fortan im Eingangsbereich der St. Michaelskirche zu sehen. Im Zuge der Sanierungsmaßnahmen der Glockenstube entschlossen sich Pfarrgemeinderat und Verwaltungsrat, die Glocke erneut im Glockenstuhl aufzuhängen. Seit dem Kirchweihfest am 3. Oktober 2000 ist die Glocke wieder zu hören. Sie verkündet die Zeit zur halben und zur vollen Stunde.“

### Gedenkstein Georg Fuchs

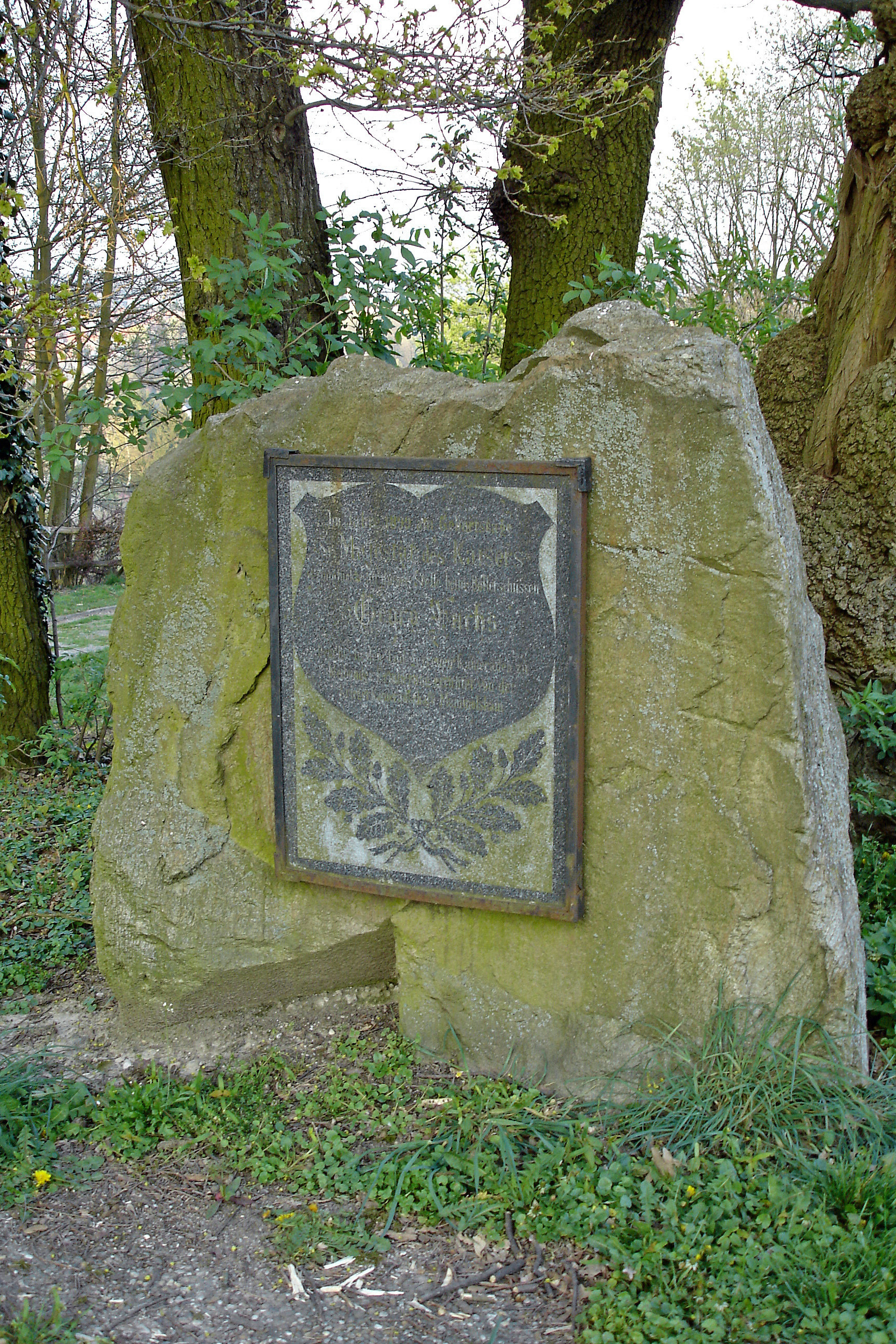
Gedenkstein Georg Fuchs

Am „Kronberger Eck“ am oberen Ortsausgang steht das Denkmal für Georg Fuchs, der am 27. Januar 1899 bei einem Böllern anlässlich Kaisers Geburtstag ums Leben gekommen war. Er hinterließ eine Frau und sechs Kinder. Kurz nach der Beerdigung am 30. Januar errichtete die Kriegerkameradschaft den Gedenkstein. Dieses Denkmal, das älteste des Ortes, wurde 1977 auf seinen heutigen Standort versetzt. Vorher stand es auf der anderen Straßenseite.

### Vereine
Der eher dörfliche Charakter des Ortes spiegelt sich im traditionell regen Vereinsleben wider. Während der Fußballverein im Jahr 2010 sein einhundertjähriges Bestehen feierte, konnte der Gesangverein da bereits auf 104 Jahre zurückschauen. In den letzten Jahren haben sich auch Vereine neu gegründet und öffentliche Feste und Feiern wie Dorffeste, Konzerte, Kerb, Ausstellungen und Weihnachtsmarkt sind zum festen Bestandteil des Jahresablaufs geworden.

### Radrennen
Überregional bekannt ist Mammolshain durch das Radrennen Eschborn–Frankfurt, ehemals „Rund um den Henninger-Turm“, mit seinem kurzen aber extrem steilen Anstieg am Mammolshainer Berg. Auch das bereits seit 1907 veranstaltete Eintagesrennen Rund um Frankfurt führte über diesen Anstieg.

## Infrastruktur

### Schule

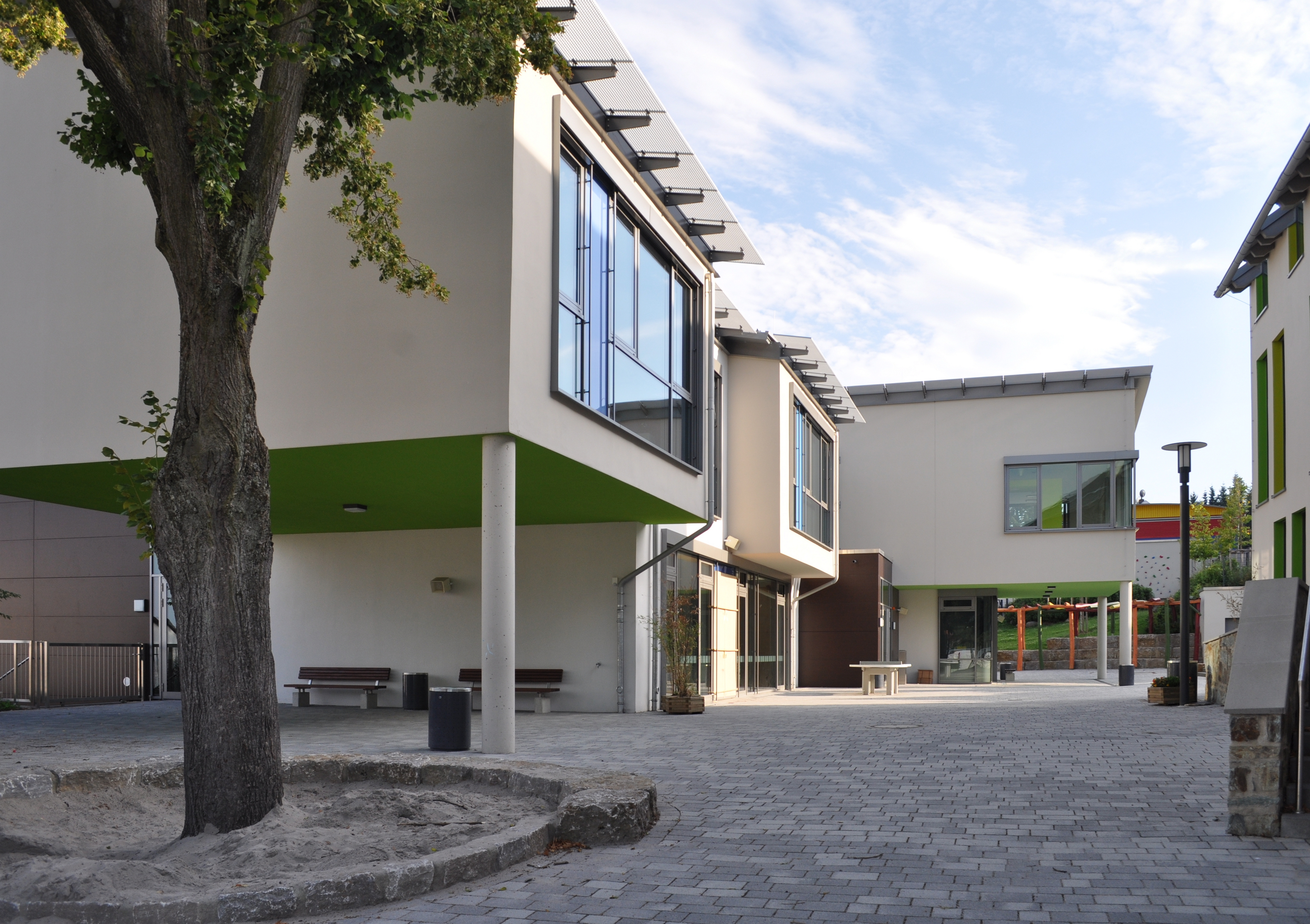
Schulhof

Ursprünglich besuchten die Mammolshainer Schüler die Schule in Schwalbach. 1724 wurde die erste Schule in Mammolshain erwähnt. Das Schulgebäude in der Borngasse beinhaltete auch die Dorfschmiede und das Backes. Das historische Gebäude wurde 1968 abgerissen.
Am 6. August 1882 wurde das neue Schulhaus eingeweiht. Aufgrund des Bevölkerungszuwachses erfolgte 1959 eine Erweiterung. Im Zuge des Schulbauprogramms des Hochtaunuskreises wurde 2007/8 ein zweistöckiger Neubau errichtet und im alten Schulgebäude die Betreuungseinrichtungen untergebracht. Die Grundschule in Mammolshain ist die kleinste Schule im Hochtaunuskreis.
2017 zählte sie 82 Schüler. Sie hatte vier Klassen vom ersten bis zum vierten Jahrgang.

### Dorfgemeinschaftshaus
Das Dorfgemeinschaftshaus Mammolshain in der Oberstraße 4 wurde 1956 als erstes Dorfgemeinschaftshaus im Obertaunuskreis erbaut.